# Stefan Dreher (Tänzer)
Stefan Dreher (* 1966) ist ein deutscher Choreograph und Tänzer. Er lebt in München. Zusammen mit Inga Helfrich erschuf er die Tanztheaterproduktionen Island, eine Tanztheaterperformance (Brüssel/Belgien, 2007) und Sharing Time (Muffathalle München, 2008). 

## Leben
Dreher studierte an der Folkwang-Schule in Essen. Er arbeitete danach bei Engagements bei Joachim Schlömer und bei vielen belgischen Choreographen, Filmemachern und bildenden Künstlern.
Stefan Dreher arbeitet seit dem Jahre 2002 zusammen mit Tänzern, Schauspielern, Schriftsteller und bildende Künstlern  in Loving Lucy. Dort erschafft er Choreographien wie  „yoyo“ über die Stille vor der Umkehr (2002), „Station to Station“, „Loving Lucy“ über die
Unmöglichkeit Tanzen zu lernen (2003/04), „Angie“, eine instant Comedy in Episoden
(2005/06), "island" über die Perfekte Bewegung (2007) und A video for YouTube mit Hans
Theys, Aufführungen vom Publikum gefilmt (2007).  2006/07 war Stefan Dreher als artiste associé der Hallen von Schaerbeek  in Brüssel tätig. Zurzeit arbeitet er als Artist in Residence beim Choreographischen Zentrum Charleroi/Danses in Belgien. 2008 erschuf er die Produktionen „Superimposing“ (Februar/ Muffathalle, München) und „Ausgenommen die Hunde“ – „Save all dogs“ (UA im Rahmen des DANCE-Festivals 2008).